# Aziz Ouhadi
Aziz Ouhadi (né le 24 juillet 1984 à Khemisset) est un athlète marocain spécialiste des épreuves de sprint.

## Carrière
Il se classe sixième du 100 mètres et quatrième du 200 mètres lors des Championnats d'Afrique 2010 de Nairobi. En 2011, Aziz Ouhadi remporte le 100 m du Meeting international d'athlétisme de Dakar et porte son record personnel à 10 s 09 (+0,8 m/s), nouveau record national du Maroc.
Lors des Championnats du monde de Daegu en août 2011, il se hisse en demi-finales du 100 m. Il y prend la 7e place en 10 s 45 derrière notamment les deux qualifiés pour la finale Kim Collins et Nesta Carter.
Le 17 avril 2017, il est testé positif à un test antidopage en compétition et est suspendu pour quatre ans, jusqu'au 19 mai 2021.

## Palmarès
| Date | Compétition                    | Lieu           | Résultat | Épreuve |
| ---- | ------------------------------ | -------------- | -------- | ------- |
| 2009 | Jeux de la Francophonie        | Beyrouth       | 2e       | 100 m   |
| 2009 | Championnats panarabes         | Damas          | 1er      | 100 m   |
| 2010 | Championnats d'Afrique         | Nairobi        | 6e       | 100 m   |
| 2010 | Championnats d'Afrique         | Nairobi        | 4e       | 200 m   |
| 2011 | Jeux mondiaux militaires       | Rio de Janeiro | 2e       | 100 m   |
| 2011 | Jeux mondiaux militaires       | Rio de Janeiro | 2e       | 200 m   |
| 2011 | Jeux panarabes                 | Doha           | 3e       | 100 m   |
| 2011 | Jeux panarabes                 | Doha           | 1er      | 200 m   |
| 2012 | Championnats du monde en salle | Istanbul       | 8e       | 60 m    |
| 2013 | Championnats panarabes         | Doha           | 2e       | 100 m   |
| 2013 | Championnats panarabes         | Doha           | 1er      | 200 m   |
| 2013 | Jeux méditerranéens            | Mersin         | 4e       | 100 m   |
| 2013 | Jeux méditerranéens            | Mersin         | 5e       | 100 m   |
| 2015 | Championnats panarabes         | Madinat 'Isa   | 3e       | 100 m   |
| 2015 | Jeux mondiaux militaires       | Mungyeong      | 3e       | 100 m   |

## Records
| Épreuve | Performance  | Lieu        | Date         |
| ------- | ------------ | ----------- | ------------ |
| 100 m   | 10 s 09 (NR) | Dakar       | 28 mai 2011  |
| 200 m   | 20 s 50 (NR) | Brazzaville | 10 juin 2012 |